# گورستان لاخوشک ۴
گورستان لاخوشک ۴ مربوط به دوره هخامنشی - دوره اشکانیان است و در شهرستان کوهرنگ، بخش مرکزی، دهستان شوراب تنگزی، ۱/۵ کیلومتری شمال و شرق روستای دهنوی پایین واقع شده و این اثر در تاریخ ۲۷ اسفند ۱۳۸۷ با شمارهٔ ثبت ۲۶۳۰۱ به‌عنوان یکی از آثار ملی ایران به ثبت رسیده است.